# Kielforst
Der Kielforst ist ein etwa 446 m ü. NHN hoher Berg des Ringgaus auf der Grenze von Hessen und Thüringen. Er liegt zwischen Herleshausen im hessischen Werra-Meißner-Kreis und Pferdsdorf im thüringischen Wartburgkreis.

## Geographie

### Lage
Der Kielforst erhebt sich im Südwesten des Ringgaus. Sein Gipfel liegt etwa 2,4 km nordöstlich von Herleshausen und 2,5 km südöstlich von dessen Ortsteil Willershausen (beide in Hessen) sowie 2 km südwestlich von Pferdsdorf (Gemeinde Krauthausen; Thüringen), 2,5 km westnordwestlich von Hörschel, 2,5 km nordwestlich von Neuenhof, 2,4 km nordnordwestlich von Wartha und 2,4 km (jeweils Luftlinie) nördlich von Göringen (alle zur Stadt Eisenach; Thüringen). Während der Großteil des Berges zur hessischen Gemeinde Herleshausen gehört, zählen seine östlich vom Gipfel im Naturpark Eichsfeld-Hainich-Werratal gelegenen Bereiche zur Gemarkung des thüringischen Pferdsdorf.
Nach Ostsüdosten fällt die Landschaft des Kielforst über die Batzenköpfe (350,8 m) und den spornartigen Zickelsberg mit dem nördlich davon verlaufenden Höllgraben zur etwa 2,5 km entfernten (westlichen) Thüringer Pforte ab, dem im Übergangsbereich zum Hörschelberg (324,6 m) liegenden Durchbruch der Werra. Auch nach Süden fällt sie in das Werratal ab, in die südsüdwestlich des Berges der Bach vom Seelenberg und ostnordöstlich der den Berg nördlich passierende Pferdsbach mündet. Nach Südwesten leitet sie zur Nebenkuppe Knüll (338,6 m) über.
Im Tal zwischen dem Kielforst und dem westlich gelegenen Seelenberg (364,9 m) liegt das zu Herleshausen gehörende Gehöft Siegelshof.

### Berghöhe
Der Kielforst ist etwa 446 m (anderen Angaben zufolge 445,5 m) hoch. Seine höchste Stelle heißt Franzosenkopf. In Gipfelnähe sind auf topographischen Karten die Höhenangabe 436,6 m und ein trigonometrischer Punkt auf 440,1 m Höhe verzeichnet.

### Naturräumliche Zuordnung
Der Kielforst gehört in der naturräumlichen Haupteinheitengruppe Thüringer Becken (mit Randplatten) (Nr. 48), in der Haupteinheit Ringgau–Hainich–Obereichsfeld–Dün–Hainleite (483) und in der Untereinheit Der Ringgau (483.4) zum Naturraum Südlicher Ringgau (483.41). Nach Südwesten fällt seine Landschaft in den Naturraum Südliche Ringgauvorberge (483.40) ab, nach Südsüdosten in der Haupteinheitengruppe Osthessisches Bergland (Nr. 35), in der Haupteinheit Salzunger Werrabergland (359) und in der Untereinheit Salzungen-Herleshausener Werratal (359.1) in den Naturraum Werratal zwischen Neustädt und Hörschel (359.13) und nach Osten und Nordosten in den Naturraum beckenförmige Talweitung zwischen Hörschel und Creuzberg (483.440).

## Schutzgebiete
Auf hessischer Bergseite liegen Teile des Naturschutzgebiets Kielforst (CDDA-Nr. 318649; 1997 ausgewiesen; 28,98 ha groß). Dort befinden sich auch solche des Fauna-Flora-Habitat-Gebiets Wälder und Kalkmagerrasen der Ringgau-Südabdachung (FFH-Nr. 4926-305; 15,6774 km²). Auf thüringischer Bergseite befindet sich das FFH-Gebiet Kielforst nordwestlich Hörschel (FFH-Nr. 4927-302; 99 ha).

## Geschichte
Über die Gipfelregion des Kielforst verläuft seit Jahrhunderten die hessisch-thüringische Landesgrenze mit einer Partie Grenzsteine aus dem 16. Jahrhundert. Sie war im Kalten Krieg Teil der ehemaligen innerdeutschen Grenze; allerdings verlief deren Todesstreifen etwa 500 m östlich der Gipfelregion; entlang der heutigen Grenze war nur ein schmaler Grenzkontrollweg angelegt.

## Sonstiges
Die Hochlagen des Kielforst sind bewaldet, untere Lagen werden landwirtschaftlich genutzt. Auf dem Gipfel steht ein Gipfelkreuz und auf den Hochlagen im Osten ein Sendemast/-turm. Von der plateauartigen Gipfelregion Berges kann man bei guter Sicht zum südöstlich gelegenen Thüringer Wald mit der Wartburg und dem Großen Inselsberg und hinab in das Tal der Werra blicken.

## Verkehr und Wandern
Auf dem unteren Teil der Kielforst-Südflanke verläuft die Bundesautobahn 4 mit der in der (westlichen) Thüringer Pforte befindlichen Werratalbrücke Hörschel. Am dortigen Flankenfuß entlang und durch die (westliche) Thüringer Pforte führt – mit durch eine Stichstraße angelegter Anbindung an die Autobahnanschlussstelle Herleshausen – zwischen Herleshausen und Hörschel die Straßenachse der Landesstraßen 3251 (Hessen) und 1017 (ehemalige Bundesstraße 7a) (Thüringen). Direkt nördlich der Pforte zweigt östlich des Berges von der L 1017 die nach Pferdsdorf (Thüringen) verlaufende Kreisstraße 16 ab. Von dort führt nördlich vom Berg die K 18 nordwestwärts nach Willershausen (Hessen) ab. Im Bereich des Berges kann unter anderem auf dem einstigen Kolonnenweg der ehemaligen innerdeutschen Grenze gewandert werden – zum Beispiel beginnend nahe Pferdsdorf an der K 18.